# Anne Schröder
Anne Katarina Schröder (* 11. September 1994 in Düsseldorf) ist eine deutsche Hockey-Nationalspielerin.

## Leben
Anne Schröder begann beim Crefelder HTC mit dem Hockeyspiel. Als ihr Vater Stefan Schröder als Journalist zum Wiesbadener Kurier ging, wechselte Anne Schröder zur Hockeyabteilung des Rüsselsheimer Ruder-Klub 08. In der Rüsselsheimer Jugend wurde sie von Trainer Berthold Rauth betreut, der später nach Hamburg wechselte. Nach ihrem Abitur begann Anne Schröder ein Psychologiestudium, ebenfalls in Hamburg, wo sie unter Jens George und Berthold Rauth beim Club an der Alster in der Bundesliga spielt. Nach Ende ihres Psychologiestudiums startete sie ihre berufliche Karriere außerhalb des Sports bei dem Psychologie-Startup AllyWell in Hamburg.
Seit 2009 spielte sie auch in den deutschen Nationalmannschaften der verschiedenen Altersklassen, 2011 belegte sie mit der Auswahl des Deutschen Hockey-Bundes den zweiten Platz bei der U18-Europameisterschaft. Nachdem sie am 28. März 2013 in der A-Nationalmannschaft debütiert hatte, unterlag sie 2014 bei der Europameisterschaft im Hallenhockey erst im Finale dem Team aus den Niederlanden. Ein Jahr später siegten die Niederländerinnen auch im Finale der Hallenhockey-Weltmeisterschaft 2015. Im gleichen Jahr erreichte Anne Schröder mit der deutschen Nationalmannschaft durch einen Sieg über Spanien den dritten Platz bei der Europameisterschaft im Freien. Bei den Olympischen Spielen 2016 in Rio de Janeiro gewann sie mit der deutschen Mannschaft das Spiel um die Bronzemedaille gegen Neuseeland. Für diesen Erfolg wurde sie gemeinsam mit ihrer Mannschaft am 1. November 2016 mit dem Silbernen Lorbeerblatt geehrt. 2018 gewann Anne Schröder mit der deutschen Mannschaft den Titel bei der Hallenhockey-Weltmeisterschaft 2018 in Berlin. Sie erreichte sowohl bei der Europameisterschaft 2019 in Antwerpen als auch bei der Europameisterschaft 2021 in Amsterdam den zweiten Platz hinter den Niederländerinnen. Bei den Olympischen Spielen in Tokio belegte die deutsche Mannschaft den zweiten Platz in der Vorrunde. Im Viertelfinale schieden die Deutschen mit 0:3 gegen die Argentinierinnen aus. 2022 belegte Schröder mit der deutschen Mannschaft den vierten Platz bei der Weltmeisterschaft. Bei der Hallenhockey-Europameisterschaft in Hamburg siegte die deutsche Mannschaft im Finale mit 5:4 gegen die Niederländerinnen. Im Jahr darauf wurde die Mannschaft Dritte bei der Europameisterschaft 2023 in Mönchengladbach. Bei den Olympischen Spielen 2024 in Paris belegte Schröder mit der deutschen Mannschaft in der Vorrunde den dritten Platz. Im Viertelfinale unterlagen die Deutschen den Argentinierinnen im Shootout.
Anne Schröder bestritt 243 Länderspiele, davon 27 in der Halle. (Stand 16. August 2024)